# Gasteig
Il Gasteig è un centro culturale di Monaco di Baviera ed è la sede dei Filarmonici di Monaco (Münchener Philharmoniker).

## Storia

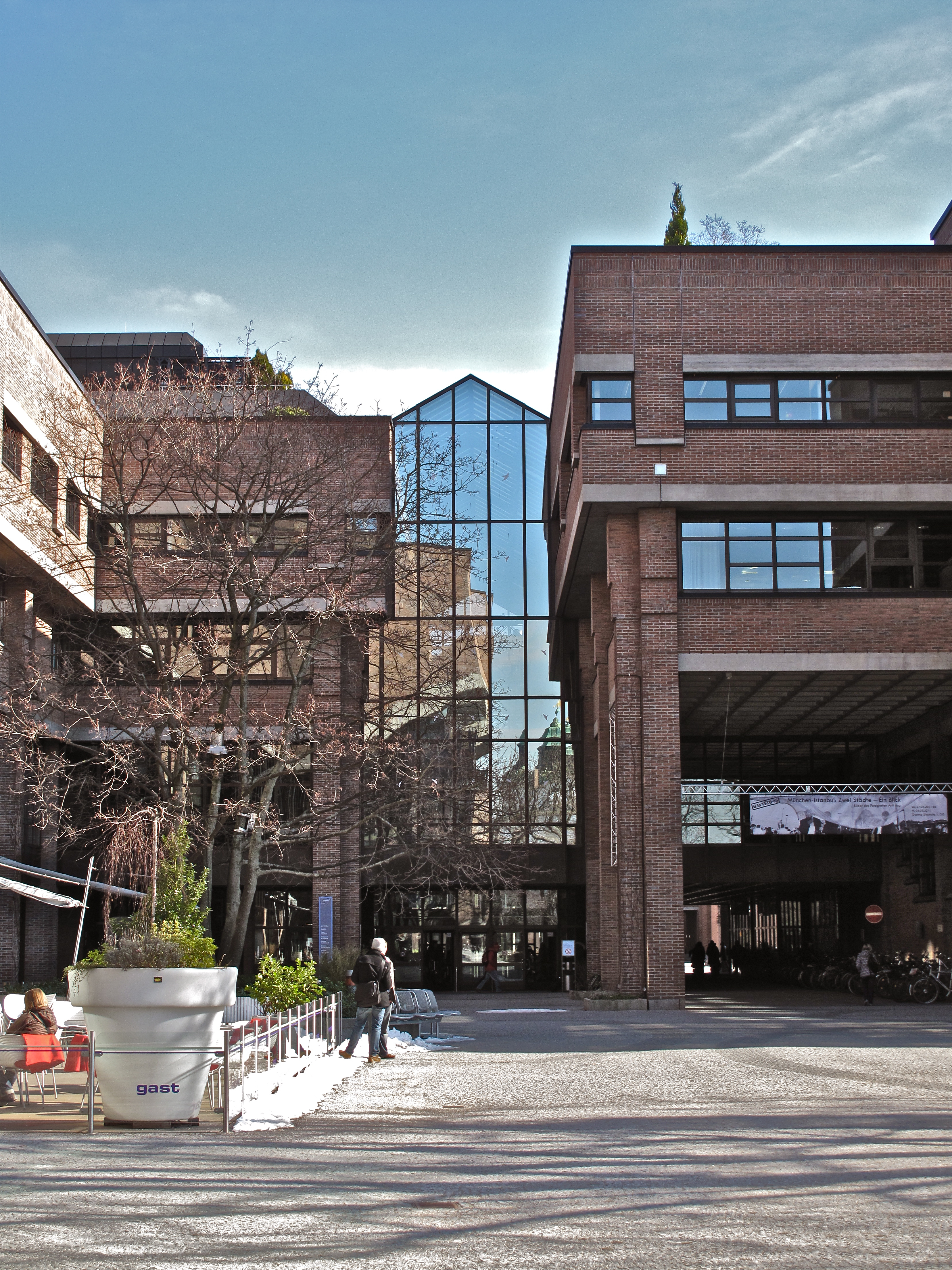
Particolare dell'edificio

Il centro culturale è stato costruito sull'area su cui sorgeva la Bürgerbräukeller, la famosa birreria da cui Adolf Hitler lanciò il Putsch di Monaco nel novembre 1923, e nella quale, sedici anni dopo, l'8 novembre del 1939, fu tentato l'attentato a Adolf Hitler da parte di Georg Elser. La bomba che avrebbe dovuto uccidere Hitler esplose 9 minuti troppo tardi.
La birreria venne demolita negli anni settanta e lo spazio venne utilizzato per la costruzione del nuovo edificio. La costruzione del centro culturale durò dal 1978 al 1985, su progetto commissionato dalla municipalità di Monaco. L'inaugurazione avvenne nel 1985 con un concerto diretto da Sergiu Celibidache. Ospita la Volkshochschule (Centro educativo per adulti), la Biblioteca Comunale e il Richard-Strauss-Konservatorium. Oltre a queste istituzioni di rilievo, ospita anche molti degli eventi del Filmfest München.

## Architettura

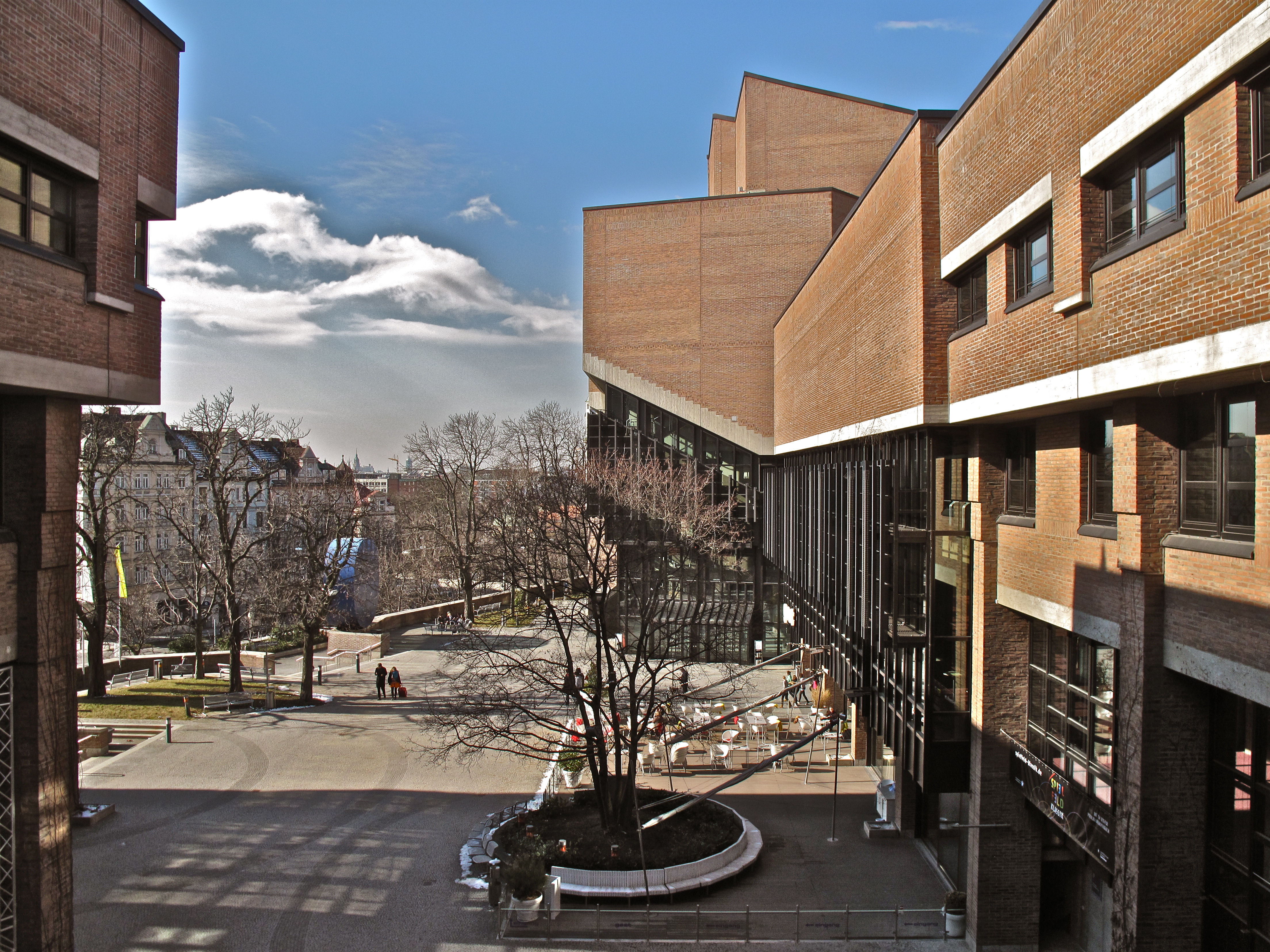
Particolare dell'edificio

Il Gasteig sorge sulla riva destra dell'Isar nel quartiere di Haidhausen e domina come una fortezza il panorama circostante. Nel 1971/72 il comune di Monaco bandì un concorso per la realizzazione del centro culturale, che venne vinto dagli studi Rohe, Rollenhagen e Lindemann, che si erano associati per l'occasione. Nel 1978, il borgomastro Georg Kronawitter pose la prima pietra della struttura. L'edificio è completamente realizzato in mattoni, vetro ed acciaio e copre una superficie di 23.000 m².
Il Gasteig è sede anche di numerosi incontri culturali, nonché della Volkshochschule di Monaco.
All'interno del Gasteig vi è anche un noto caffè-ristorante italiano, il Gast.

Nella piazza circostante è situata la Fontana Erich Schulze.

## Istituzioni
Il centro culturale è gestito dalla Gasteig München GmbH, una società municipalizzata. 

## Sale da concerto
Il centro ospita numerose sale da concerto, di varie dimensioni. La sala più grande è la Philharmonie, con circa 2500 posti a sedere e rifinita in legno per migliorare l'acustica. Ci sono poi la Carl-Orff--Saal da circa 600 posti; la Black-Box da circa 70 posti; la Kleiner Konzertsaal da circa 200 posti. Ci sono poi una serie di auditorium in cui si tengono seminari e lezioni.